# Le Rejet-de-Beaulieu Communal Cemetery
Le Rejet-de-Beaulieu Communal Cemetery is een Britse militaire begraafplaats gelegen in de Franse plaats Rejet-de-Beaulieu (Noorderdepartement). De begraafplaats wordt onderhouden door de Commonwealth War Graves Commission.
De begraafplaats telt 52 geïdentificeerde Gemenebest graven uit de Eerste Wereldoorlog.